# Clavicerylon sumatrensis
Clavicerylon sumatrensis is een keversoort uit de familie dwerghoutkevers (Cerylonidae). De wetenschappelijke naam van de soort werd in 1975 gepubliceerd door Roger Dajoz.